# Нижній Бургалтай

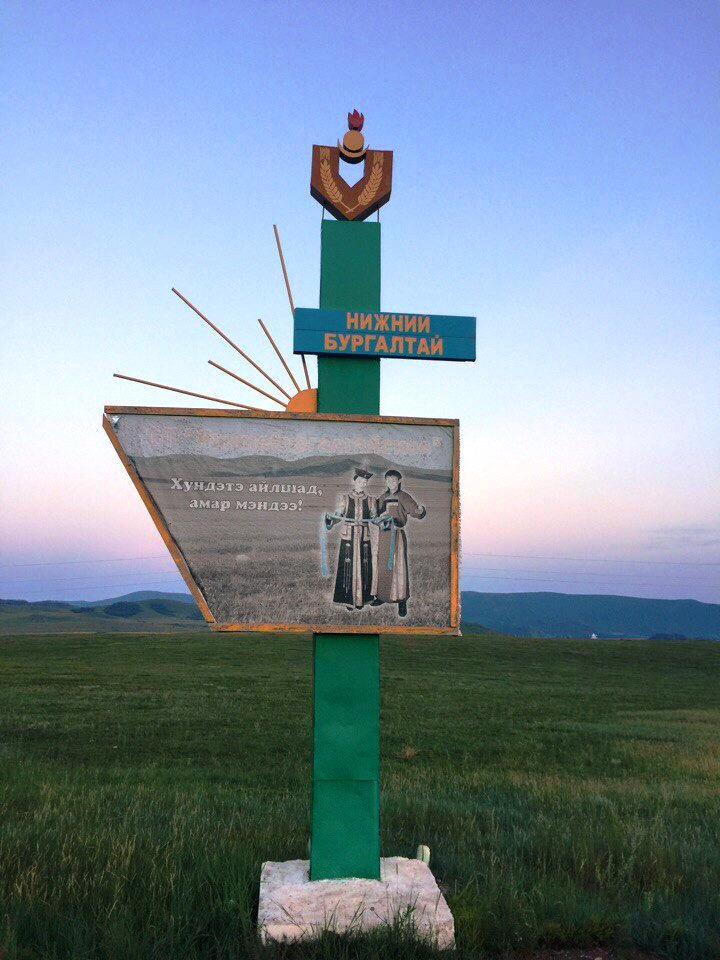
При в'їзді в село Нижній Бургултай

Нижній Бургалтай (рос. Нижний Бургалтай) — улус Джидинського району, Бурятії Росії. Входить до складу Сільського поселення Нижньобургалтайське.
Населення — 741 особа (2015 рік).